# Kaffeine
Kaffeine（カフェイン）は、KDE デスクトップ環境が動作する Unix系オペレーティングシステム用のメディアプレーヤーである。

## 機能
標準設定で Kaffeine は xine-lib メディアプレーヤーフレームワークを使う。しかし GStreamer もサポートする。MPlayer プロジェクトのプロプライエタリなフォーマットに対するバイナリのコーデックの利用もサポートする。ウェブ上でコンテンツをストリーミングするために Kaffeine 開発者はMozillaプラグインも開発した。
特徴として、ストリーミング、DVB、DVD、ビデオCD や CDオーディオ がある。